# たいそうのおにいさん
たいそうのおにいさん（体操のお兄さん）は、日本の公共放送であるNHKの子供向け番組『うたのえほん』（1961年4月 - 1976年3月）、「おかあさんといっしょ」（1976年4月 - ）における、体操を担当する男性の呼称。11代目の小林よしひさ以前は番組内では基本的に単独だが、コンサートなどでは、身体表現のおねえさんと共に役を務めることが多かった。
2019年度より、身体表現のおねえさんに代わってたいそうのおねえさんが新しく設けられ、12代目の福尾誠および13代目の佐久本和夢は初代たいそうのおねえさんの秋元杏月と共に体操を担当している。
転じて、子供向け番組で体操を担当する男性全般をこのように呼ぶことがある。
10代目の佐藤以前はファミリーコンサートを中心に、うたのおにいさん・おねえさんと共に歌うケースも多かったが、11代目の小林の就任とともに歌う頻度が減りはじめ、小林が就任して数年経って以降は、うたのおにいさんとの線引きのため、歌うこと（口パクも含む）が一部の例外を除いて禁止されている。
出演期間中に結婚したり、子供を儲ける事は黙認されている（退任するまで、公表してはならない）。

## おかあさんといっしょのたいそうのおにいさん
おかあさんといっしょのたいそうのおにいさん
|        | 名前         | 担当期間                      | 担当体操曲                                                                                                  | 備考                                                         |
| ------ | ------------ | ----------------------------- | --- | ------------------------------------------------------------ |
| 初代   | 砂川啓介     | 1961年4月3日 - 1969年10月1日  | 『元気に一、二』                                                                                            |                                                              |
| 2代目  | 佐久間俊直   | 1963年10月2日 - 1967年4月1日  | 『元気に一、二』『おもちゃのラッパ』                                                                        |                                                              |
| 3代目  | 岡田祥造     | 1967年4月6日 - 1969年10月4日  | 『元気に一、二』『おもちゃのラッパ』                                                                        |                                                              |
| 4代目  | 向井忠義     | 1969年10月6日 - 1973年3月30日 | 『ジャンポンポン』                                                                                          | 小西と同時に就任したため、4代目が2人いる。                   |
| 4代目  | 小西幸男     | 1969年10月7日 - 1971年4月3日  | 『ジャンポンポン』                                                                                          | 向井と同時に就任したため、4代目が2人いる。                   |
| 6代目  | 輪島直幸     | 1971年4月5日 - 1978年3月23日  | 『ジャンポンポン』『地球をどんどん』                                                                        | 1981年3月まではおかあさんといっしょの司会を務めていた。      |
| 7代目  | 川原洋一郎   | 1973年4月2日 - 1974年3月29日  | 『ジャンポンポン』                                                                                          | 在任期間が歴代の中で一番短い。                               |
| 8代目  | 瀬戸口清文   | 1974年4月2日 - 1987年4月6日   | 『地球をどんどん』『スイッチオン』『パラランたいそう』『コケコッコたいそうPart1/Part2』『ぞうさんのあくび』 | 愛称:せとちゃん                                              |
| 9代目  | 天野勝弘     | 1987年4月6日 - 1993年4月5日   | 『ぞうさんのあくび』                                                                                        | 愛称:かっくん                                                |
| 10代目 | 佐藤弘道     | 1993年4月5日 - 2005年4月2日   | 『ぞうさんのあくび』『あ・い・うー』                                                                        | おかあさんといっしょ卒業後は一時期歌手としてCDを出していた。 |
| 11代目 | 小林よしひさ | 2005年4月4日 - 2019年3月30日  | 『ぱわわぷたいそう』『ブンバ・ボーン!』                                                                     | 在任期間が歴代の中で一番長い。                               |
| 12代目 | 福尾誠       | 2019年4月1日 - 2023年4月1日   | 『からだ☆ダンダン』                                                                                         | 歴代で初の平成生まれ。                                       |
| 13代目 | 佐久本和夢   | 2023年4月3日 -                | 『からだ☆ダンダン』                                                                                         | 歴代で初の21世紀生まれ。                                     |

補佐役
|       | 名前     | 担当期間              | 担当体操曲         | 備考 |
| ----- | -------- | --------------------- | ------------------ | ---- |
| 初代  | 米田和正 | 1977年4月 - 1979年3月 | 『地球をどんどん』 |      |
| 2代目 | 猪浦宏昌 | 1978年4月 - 1979年3月 | 『地球をどんどん』 |      |

コーナーキャラを演じたたいそうのおにいさん
| 役名           | 名前         | 担当期間                     | 備考                                                                                          |
| -------------- | ------------ | ---------------------------- | --------------------------------------------------------------------------------------------- |
| イチジョウマン | 佐藤弘道     | 2003年4月 - 2008年3月29日    | おとうさんといっしょでは『遊び隊士 イチジョウマン7』『イチジョウマン8』でナレーションを担当。 |
| すりかえかめん | 小林よしひさ | 2006年4月5日 - 2019年3月27日 |                                                                                               |
| ポーズマン     | 佐久本和夢   | 2024年4月1日 -               |                                                                                               |

## BSおかあさんといっしょのたいそうのおにいさん
BSおかあさんといっしょのたいそうのおにいさん
|      | 名前     | 担当期間                     | 担当体操曲                           | 備考 |
| ---- | -------- | ---------------------------- | ------------------------------------ | ---- |
| 初代 | 恵畑ゆう | 2002年4月1日 - 2010年3月18日 | 『あ・い・うー』『ぱわわぷたいそう』 |      |

## おとうさんといっしょのたいそうのおにいさん
おとうさんといっしょのたいそうのおにいさん
|       | 名前     | 担当期間                     |
| ----- | -------- | ---------------------------- |
| 初代  | 元木聖也 | 2013年4月7日 - 2018年4月1日  |
| 2代目 | 木戸大聖 | 2018年4月8日 - 2021年3月28日 |
| 3代目 | 望月雅友 | 2021年4月4日 -               |

コーナーキャラを演じたたいそうのおにいさん
| 役名            | 名前     | 担当期間                 |
| --------------- | -------- | ------------------------ |
| イチジョウマン7 | 元木聖也 | 2013年8月6日 - 2018年3月 |
| イチジョウマン8 | 木戸大聖 | 2018年4月 - 2021年3月    |

## あさごはん だいすき!&にこにこぷんがやってきたのたいそうのおにいさん
あさごはん だいすき!&にこにこぷんがやってきたのたいそうのおにいさん
|      | 名前     | 担当期間              |
| ---- | -------- | --------------------- |
| 初代 | 山岸隆弘 | 1994年4月 - 1997年3月 |
| 初代 | 小嶋信之 | 1994年4月 - 1997年3月 |